# Плопеній-Міч
Плопеній-Міч (рум. Plopenii Mici) — село у повіті Ботошані в Румунії. Входить до складу комуни Унгурень.
Село розташоване на відстані 389 км на північ від Бухареста, 19 км на північний схід від Ботошань, 103 км на північний захід від Ясс.

## Населення
За даними перепису населення 2002 року у селі проживали 529 осіб, усі — румуни. Усі жителі села рідною мовою назвали румунську.